# Estación de Belaskoenea
Belaskoenea es una estación ferroviaria situada en el barrio homónimo del municipio español de Irún (Guipúzcoa), que pertenece a la empresa pública Euskal Trenbide Sarea, dependiente del Gobierno Vasco. Da servicio a la línea del metro de San Sebastián del operador Euskotren Trena, denominada popularmente el Topo.

## Accesos
- Calle de los Balleneros, 34